# ¡Qué noche de casamiento! (película de 1953)
¡Qué noche de casamiento! es una película en blanco y negro de Argentina dirigida por Enrique Carreras sobre el guion de Miguel de Calasanz según la obra de teatro de Ivo Pelay que se estrenó el 10 de noviembre de 1953 y que tuvo como protagonistas a Francisco Charmiello, Analía Gadé, Tito Climent y Marcos Zucker. 
Francisco Chiarmiello interpretó durante varias temporadas la obra teatral antes de que llegara al cine. Julio Porter dirigió otra versión de la misma obra en 1969.

## Sinopsis
Un padre italiano y celoso, una hija, un novio y un doble que ocupa su lugar.

## Reparto
- Francisco Charmiello
- Analía Gadé
- Tito Climent
- Marcos Zucker
- Domingo Márquez
- Delfy Miranda
- Enrique San Miguel
- Víctor Armendáriz
- Jesús Pampín
- Arsenio Perdiguero
- Inés Fernández
- Juan Carlos Thorry
- Héctor Armendáriz

## Comentarios
La crónica de El Mundo señaló:

”Eficaz comedia de enredos…Francisco Chiarmiello muy familiarizado con el personaje que le toca interpretar destaca su facilidad interpretativa.”